# Любовь спасёт мир
 (срп. Љубав ће спасити свет) први је студијски албум руско-украјинске поп певачице Вере Брежњеве. Албум је објављен током 2010. године и на њему се налазило 14 песама. 

## Списак композиција
На албуму се налазе следеће песме:

## Спотови
Певачица је објавила спотове за песме Я не играю, Нирвана, Любовь в большом городе, Любовь спасёт мир, Пронто и Лепестками слез.